# Aguim
Aguim ist ein Ort und eine ehemalige Gemeinde in der Mittelregion von Portugal.

## Geschichte
Die Ortschaft entstand vermutlich während der Reconquista, im Zuge der Neubesiedlungen in der Region ab dem 10. Jahrhundert.
Aguim wurde 1238 Sitz eines eigenständigen Kreises. Im Zuge der Verwaltungsreformen nach der Liberalen Revolution 1822 wurde der Kreis und die Gemeinde Aguim 1836 aufgelöst und der Gemeinde Tamengos im Kreis Anadia angeschlossen.
1991 wurde die Gemeinde als Nossa Senhora do Ó de Aguim neu geschaffen. 1993 wurde der Name auf die heutige Form verkürzt.
Im Zuge der Gebietsreform in Portugal 2013 wurden die Gemeinden Aguim, Óis do Bairro und Tamengos zur neuen Gemeinde Tamengos, Aguim e Óis do Bairro zusammengefasst.

## Verwaltung
Aguim war eine Gemeinde (Freguesia) im Kreis (Concelho) von Anadia, im Distrikt Aveiro. Die Gemeinde hatte 1171 Einwohner (Stand 30. Juni 2011).
Im Zuge der kommunalen Neuordnung am 29. September 2013 wurden die Gemeinden Aguim, Óis do Bairro und Tamengos zur neuen Gemeinde União das Freguesias de Tamengos, Aguim e Óis do Bairro zusammengefasst.

## Verkehr
Aguim liegt an der Linha do Norte.